# École municipale des arts (Joinville-le-Pont)
L'École municipale des arts (EMA - anciennement nommée École de musique Hector Berlioz) est un établissement territorial d'enseignement artistique situé sur l'île Fanac à Joinville-le-Pont dans le département du Val-de-Marne en région Île-de-France.

## Histoire
Le bâtiment était adjacent à l’ancienne guinguette « chez Jullien » décrite par l’écrivain Émile Zola dans le roman Au Bonheur des Dames, guinguette qui cessa ses opérations pendant la Seconde Guerre mondiale. Le bâtiment de l'école municipale des arts est construit en 1860.
À partir de 2018, des travaux d'assainissement de l'île Fanac permettent au bâtiment d'être relié au réseau d'assainissement des eaux usées de la ville.
En février 2022, le conseil municipal exprime le souhait de transférer l'école de musique puis transformer le bâtiment en centre d'exposition artistique : « aussi bucoliques soient-ils, [les actuels locaux] se prêtent mal à la pratique musicale, locaux exigus, humides, mal isolés, difficilement accessibles ». La fin des travaux d'embellissement  de l'île est célébrée en mai 2022.

## Activités
L'EMA est un centre artistique municipal qui propose des cours de musique, de danse, de poterie-céramique et de théâtre.